# Wohlmeinender Diktator
Ein wohlmeinender Diktator ist in der Wirtschaftswissenschaft das theoretische Modell eines Staates, der im Fall einer Planwirtschaft oder für den Fall des Marktversagens zu einem Pareto-Optimum und zu einem maximalen Nutzen der Wirtschaftsteilnehmer führt. Das Modell dient (genauso wie das Modell des Homo oeconomicus) ausschließlich zur Abstraktion und Erklärung elementarer wirtschaftlicher Zusammenhänge. Eine konkrete Wirtschafts-, Gesellschafts- oder Staatsordnung wird mit diesem Modell nicht beschrieben. Für die Theorie, dass eine Diktatur besser als eine Marktwirtschaft zur wirtschaftlichen Entwicklung beiträgt, siehe Entwicklungsdiktatur.

## Definition und Bedeutung
Der wohlmeinende Diktator bezeichnet einen (fiktiven) Staatslenker, der völlig ohne Eigeninteressen ausschließlich das Ziel der Nutzenmaximierung der Wirtschaftssubjekte verfolgt. Er ist unabhängig von allen politischen Einflüssen (die Partikularinteressen vertreten), verfügt über Allmacht und Wohlwollen und wird daher als Wohlmeinender Diktator bezeichnet. Er handelt ausschließlich rational und verfügt über (vollständige) Information, darunter auch über vollständige Informationen über die Präferenzen aller Wirtschaftsteilnehmer.

## Anwendung
Kernpunkt der Verwendung des Modells ist die Theorie des Marktversagens. In Fällen des Marktversagens ist es sinnvoll, dass der Staat korrigierend eingreift. Würde der Staat hierbei nichtökonomische Ziele verfolgen, den Wünschen von Interessengruppen statt dem Gemeinwohl folgen (was in der Praxis der Normalfall sein dürfte) oder schlicht nicht über die notwendigen Informationen verfügen (woher soll der Staat Informationen über die Präferenzen der Bürger haben?), würden suboptimale Wirkungen des Marktes durch zufällige des Staates ersetzt werden. Daher wird Ceteris paribus angenommen, der Staat handele als wohlmeinender Diktator.

## Neue Politische Ökonomie
Die Neue Politische Ökonomie untersucht die Wirkungen, wenn der Staat sich nicht als wohlmeinender Diktator verhält.